# خط طول 153° شرق
خط طول 153° شرق هو أحد خطوط الطول الجغرافية، والتي تمتد من القطب الشمالي الجغرافي إلى القطب الجنوبي الجغرافي، وحسب التحويل الزمني يتقدم خط طول 153° شرق عن خط غرينتش بـ10 ساعة و12 دقيقة.

## من القطب إلى القطب
ينطلق خط طول 153° شرق من القطب الشمالي نحو القطب الجنوبي مرورا بالمناطق التي ترد في الجدول التالي:
| الإحداثيات                           | البلد أو الإقليم أو البحر | ملاحظات |
| ------------------------------------ | ------------------------- | --- |
| 90°0′N 153°0′E / 90.000°N 153.000°E  | المحيط المتجمد الشمالي    | |
| 76°56′N 153°0′E / 76.933°N 153.000°E | بحر سيبيريا الشرقي        | مرورا بشرق Zhokhov Island، ياقوتيا, روسيا (في 76°10′N 152°57′E / 76.167°N 152.950°E)                                                                   |
| 70°49′N 153°0′E / 70.817°N 153.000°E | روسيا                     | ياقوتيا ماغادان أوبلاست — من 65°15′N 153°0′E / 65.250°N 153.000°E                                                                                      |
| 59°3′N 153°0′E / 59.050°N 153.000°E  | بحر أوخوتسك               | |
| 47°46′N 153°0′E / 47.767°N 153.000°E | روسيا                     | ساخالين أوبلاست — جزيرة Rasshua، جزر الكوريل |
| 47°41′N 153°0′E / 47.683°N 153.000°E | المحيط الهادئ             | مرورا بغرب the Tanga Islands, بابوا غينيا الجديدة (في 3°30′S 153°10′E / 3.500°S 153.167°E)                                                             |
| 4°6′S 153°0′E / 4.100°S 153.000°E    | بابوا غينيا الجديدة       | جزيرة أيرلندا الجديدة |
| 4°41′S 153°0′E / 4.683°S 153.000°E   | بحر سليمان                | |
| 9°9′S 153°0′E / 9.150°S 153.000°E    | بابوا غينيا الجديدة       | Woodlark Island |
| 9°10′S 153°0′E / 9.167°S 153.000°E   | بحر سليمان                | مرورا بشرق Misima Island, بابوا غينيا الجديدة (في 10°40′S 152°52′E / 10.667°S 152.867°E)                                                               |
| 11°9′S 153°0′E / 11.150°S 153.000°E  | بابوا غينيا الجديدة       | Panawina Island in the Louisiade Archipelago |
| 11°37′S 153°0′E / 11.617°S 153.000°E | بحر المرجان               | مرورا عبر أستراليا's جزر بحر المرجان |
| 25°26′S 153°0′E / 25.433°S 153.000°E | أستراليا                  | كوينزلاند — جزيرة فريرز و mainland, مرورا عبر بريزبان (في 27°28′S 153°0′E / 27.467°S 153.000°E) نيوساوث ويلز — من 28°21′S 153°0′E / 28.350°S 153.000°E |
| 31°9′S 153°0′E / 31.150°S 153.000°E  | المحيط الهادئ             | |
| 60°0′S 153°0′E / 60.000°S 153.000°E  | المحيط الجنوبي            | |
| 68°26′S 153°0′E / 68.433°S 153.000°E | القارة القطبية الجنوبية   | الإقليم الأسترالي في القارة القطبية الجنوبية، المطالب الإقليمية بالقارة القطبية الجنوبية by أستراليا                                                   |